# Zapasy na Letnich Igrzyskach Olimpijskich 1960 – kategoria do 62 kg w stylu klasycznym
Zmagania mężczyzn do 62 kg to jedna z ośmiu męskich konkurencji w zapasach w stylu klasycznym rozgrywanych podczas Letnich Igrzysk Olimpijskich 1960. Pojedynki w tej kategorii wagowej odbyły się w dniach 26 – 31 sierpnia.
Punktacja opierała się na systemie "złych punktów karnych". Zwycięzca otrzymywał zero punktów za wygraną przez "tusz" (łopatki), a jeden punkt za wygraną na punkty. Dwa punkty przyznawano zawodnikom za remis. Za porażkę na punkty zawodnik otrzymywał trzy punkty, a za przegraną na łopatki przyznawano 4 punkty karne. Uzyskanie sześciu lub więcej punktów eliminowało zapaśnika z turnieju. Najlepsza trójka walczyła w rundzie finałowej. 

## Klasyfikacja[1]
| Pozycja | Nazwisko              | Kraj              |
| ------- | --------------------- | ----------------- |
| 1       | Müzahir Sille         | Turcja            |
| 2       | Imre Polyák           | Węgry             |
| 3       | Konstantin Wyrupajew  | ZSRR              |
| 4       | Umberto Trippa        | Włochy            |
| 5       | Mihai Șulț            | Rumunia           |
| 6       | Hosejn Ebrahimijan    | Iran              |
| 6       | Vojtech Tóth          | Czechosłowacja    |
| 8       | Lee Allen             | Stany Zjednoczone |
| 9       | Mustafa Hamid Mansur  | ZRA               |
| 10      | Spas Penew            | Bułgaria          |
| 11      | Elie Naasan           | Liban             |
| 11      | Gottlieb Neumair      | Niemcy            |
| 11      | Roger Mannhard        | Francja           |
| 11      | Hans Marte            | Austria           |
| 15      | Rahhal Mahasin        | Maroko            |
| 16      | Leif Freij            | Szwecja           |
| 17      | Rudolf Pedersen       | Dania             |
| 18      | Rauno Mäkinen         | Finlandia         |
| 19      | Joseph Schmid         | Szwajcaria        |
| 19      | Kazimierz Macioch     | Polska            |
| 21      | Masatoshi Takahira    | Japonia           |
| 22      | José António Gregório | Portugalia        |
| 22      | Jean Schintgen        | Luksemburg        |
| 22      | Don Cacas             | Australia         |
| 22      | Vojislav Gološin      | Jugosławia        |

## Wyniki

### Pierwsza runda[2]
| Zwycięzca            | Punkty karne | Wynik     | Przegrany             | Punkty karne |
| -------------------- | ------------ | --------- | --------------------- | ------------ |
| Lee Allen            | 0            | Łopatki   | José António Gregório | 4            |
| Hosejn Ebrahimijan   | 1            | Na punkty | Rauno Mäkinen         | 3            |
| Elie Naasan          | 1            | Na punkty | Joseph Schmid         | 3            |
| Vojtech Tóth         | 0            | Łopatki   | Jean Schintgen        | 4            |
| Mihai Șulț           | 0            | Łopatki   | Don Cacas             | 4            |
| Mustafa Hamid Mansur | 1            | Na punkty | Spas Penew            | 3            |
| Leif Freij           | 1            | Na punkty | Masatoshi Takahira    | 3            |
| Müzahir Sille        | 1            | Na punkty | Gottlieb Neumair      | 3            |
| Rudolf Pedersen      | 1            | Na punkty | Kazimierz Macioch     | 3            |
| Umberto Trippa       | 1            | Na punkty | Roger Mannhard        | 3            |
| Konstantin Wyrupajew | 2            | Remis     | Hans Marte            | 2            |
| Imre Polyák          | 0            | Łopatki   | Vojislav Gološin      | 4            |
| Rahhal Mahasin       | 0            | Bez walki |                       |              |

### Druga runda[3]
| Zwycięzca            | Punkty karne | Wynik     | Przegrany             | Punkty karne |
| -------------------- | ------------ | --------- | --------------------- | ------------ |
| Hosejn Ebrahimijan   | 1            | Łopatki   | José António Gregório | 8            |
| Lee Allen            | 1            | Na punkty | Rahhal Mahasin        | 3            |
| Rauno Mäkinen        | 4            | Na punkty | Joseph Schmid         | 6            |
| Spas Penew           | 4            | Na punkty | Leif Freij            | 4            |
| Gottlieb Neumair     | 3            | Łopatki   | Masatoshi Takahira    | 7            |
| Mustafa Hamid Mansur | 1            | Łopatki   | Don Cacas             | 8            |
| Mihai Șulț           | 0            | Łopatki   | Jean Schintgen        | 8            |
| Vojtech Tóth         | 2            | Remis     | Elie Naasan           | 3            |
| Umberto Trippa       | 2            | Na punkty | Hans Marte            | 5            |
| Müzahir Sille        | 2            | Na punkty | Kazimierz Macioch     | 6            |
| Roger Mannhard       | 3            | Łopatki   | Rudolf Pedersen       | 5            |
| Konstantin Wyrupajew | 2            | Łopatki   | Vojislav Gološin      | 8            |
| Imre Polyák          | 0            | Bez walki |                       |              |

### Trzecia runda[4]
| Zwycięzca            | Punkty karne | Wynik       | Przegrany            | Punkty karne |
| -------------------- | ------------ | ----------- | -------------------- | ------------ |
| Hosejn Ebrahimijan   | 2            | Na punkty   | Lee Allen            | 4            |
| Imre Polyák          | 0            | Łopatki     | Rahhal Mahasin       | 7            |
| Umberto Trippa       | 2            | Łopatki     | Rudolf Pedersen      | 9            |
| Spas Penew           | 5            | Na punkty   | Gottlieb Neumair     | 6            |
| Müzahir Sille        | 2            | Łopatki     | Leif Freij           | 8            |
| Mihai Șulț           | 1            | Na punkty   | Elie Naasan          | 6            |
| Vojtech Tóth         | 3            | Na punkty   | Mustafa Hamid Mansur | 4            |
| Hans Marte           | 6            | Na punkty   | Roger Mannhard       | 6            |
| Konstantin Wyrupajew | 2            | Bez walki   |                      |              |
|                      |              | Wycofał się | Rauno Mäkinen        | 8            |

### Czwarta runda[5]
| Zwycięzca          | Punkty karne | Wynik     | Przegrany            | Punkty karne |
| ------------------ | ------------ | --------- | -------------------- | ------------ |
| Imre Polyák        | 1            | Na punkty | Konstantin Wyrupajew | 5            |
| Vojtech Tóth       | 4            | Na punkty | Lee Allen            | 7            |
| Hosejn Ebrahimijan | 3            | Na punkty | Mihai Șulț           | 4            |
| Müzahir Sille      | 2            | Łopatki   | Mustafa Hamid Mansur | 8            |
| Umberto Trippa     | 3            | Na punkty | Spas Penew           | 8            |

### Piąta runda[6]
| Zwycięzca            | Punkty karne | Wynik     | Przegrany          | Punkty karne |
| -------------------- | ------------ | --------- | ------------------ | ------------ |
| Konstantin Wyrupajew | 5            | Łopatki   | Hosejn Ebrahimijan | 7            |
| Imre Polyák          | 2            | Na punkty | Vojtech Tóth       | 7            |
| Mihai Șulț           | 5            | Na punkty | Müzahir Sille      | 5            |
| Umberto Trippa       | 3            | Bez walki |                    |              |

### Szósta runda[7]
| Zwycięzca            | Punkty karne | Wynik     | Przegrany      | Punkty karne |
| -------------------- | ------------ | --------- | -------------- | ------------ |
| Imre Polyák          | 3            | Na punkty | Mihai Șulț     | 8            |
| Konstantin Wyrupajew | 6            | Na punkty | Umberto Trippa | 6            |
| Müzahir Sille        | 5            | Bez walki |                |              |

### Siódma runda[8]
| Zwycięzca     | Wynik     | Przegrany   |
| ------------- | --------- | ----------- |
| Müzahir Sille | Na punkty | Imre Polyák |